# Aqualud
L'Aqualud est un ancien parc aquatique français ouvert entre 1985 et 2019 dans la commune du Touquet-Paris-Plage dans les Hauts-de-France.
En juillet 2021, la presse régionale annonce la naissance d'un complexe hôtelier en lieu et place de l'Aqualud, pour une ouverture à l'horizon 2024. En mars 2023, le groupe Parques Reunidos cède l'Aqualud au groupe hôtelier Naos, porteur du projet de l'hôtel cinq étoiles « The Dune ».

## Historique
L'Aqualud ouvre en 1985 au Touquet-Paris-Plage. Ils sont 110 000 en 1991 et 119 000 à fréquenter le parc aquatique en 1996.
En 2013, France 3 estime qu'il accueille en moyenne 150 000 visiteurs par an.
Propriété du groupe espagnol Parques Reunidos, il se compose de 4 000 m2 de piscines toboggans et jacuzzis intérieurs et 4 000 m2 d'aires de jeux aquatiques extérieures.
Fin 2018 et début 2019, 140 vitres sur les 400 constituants les verrières de la pyramide ont été remplacées par des cordistes afin de redonner une nouvelle jeunesse à celle-ci.
Le confinement lié à la pandémie de Covid-19 entraîne la non-réouverture du parc pour sa saison 2020. Le directeur évoque le fait que le désensablement des bassins extérieurs n'a pas pu être réalisé, et que le nombre de visiteurs accueillis ne pouvant pas dépasser les 50 % de la capacité maximale, il n'est pas rentable d'ouvrir le parc, les frais fixes ne baissant pas assez.
En juillet 2021, la presse régionale fait état d'un projet de complexe hôtelier en lieu et place de l'Aqualud, pour une ouverture à l'horizon 2024. Le projet comporte un hôtel cinq étoiles de 130 chambres avec un restaurant gastronomique porté par le chef local doublement étoilé Alexandre Gauthier, un restaurant bistronomique, un bar panoramique, une piscine et un espace bien-être, des boutiques et des parkings enterrés. Le plongeoir Louis Quételart doit être préservé.
En mars 2023, le groupe Parques Reunidos cède l'Aqualud au groupe hôtelier Naos, porteur du projet de l'hôtel cinq étoiles « The Dune ».
Au début de 2025, la municipalité souhaite résilier, pour faute, le bail la liant à la société LB Investissement, filiale du groupe Parques Reunidos, en invoquant l'absence de sécurisation, d'entretien et de gardiennage du site.

## Attractions

### Partie intérieure
Le bâtiment se présente sous la forme d'une pyramide qui contient :
- Grand Canyon : c'est le plus vieux toboggan aquatique de la pyramide, son parcours est en intégralité ouvert et de couleur vert foncé ;
- Magic River : une rivière rapide où l'on alterne les bassins et les toboggans, toboggan plus connu sous le nom de Rapido à Aqualibi à Wavre en Belgique, parc aquatique situé à quelques heures de route, de taille comparable ;
- Black Hole : un toboggan avec comme motif extérieur une peinture imitant la peau d'une girafe dans l'obscurité totale, avec des effets de lumière noire grâce à des LEDs, où l'on descend dans des bouées à deux places ;
- Twister : un toboggan extrême où l'on arrive dans un « bol » pour aboutir dans un bassin de deux mètres de profondeur ;
- Lagon qui est en fait la piscine à vagues du complexe ;
- des jacuzzis ;
- le bain tourbillon et le Spa du Galion ;
- Kids Lagon : une aire de jeux pour les petits enfants.

### Partie extérieure
La partie extérieure, située derrière la pyramide, n'est ouverte que lorsque le temps le permet, qui contient :
- Kamikaze : un toboggan jaune, sans virage et assez rapide ;
- Splash : un toboggan bleu à l'intérieur et blanc sur l'extérieur, assez lent ;
- Aqua River : une lazy river ;
- Mini-Glisse : des toboggans pour enfants ;
- La Pieuvre : un élément gonflable ;
- Les Nénuphars : un pont de singe ;
- Pirate's Island : des jeux pour les enfants.

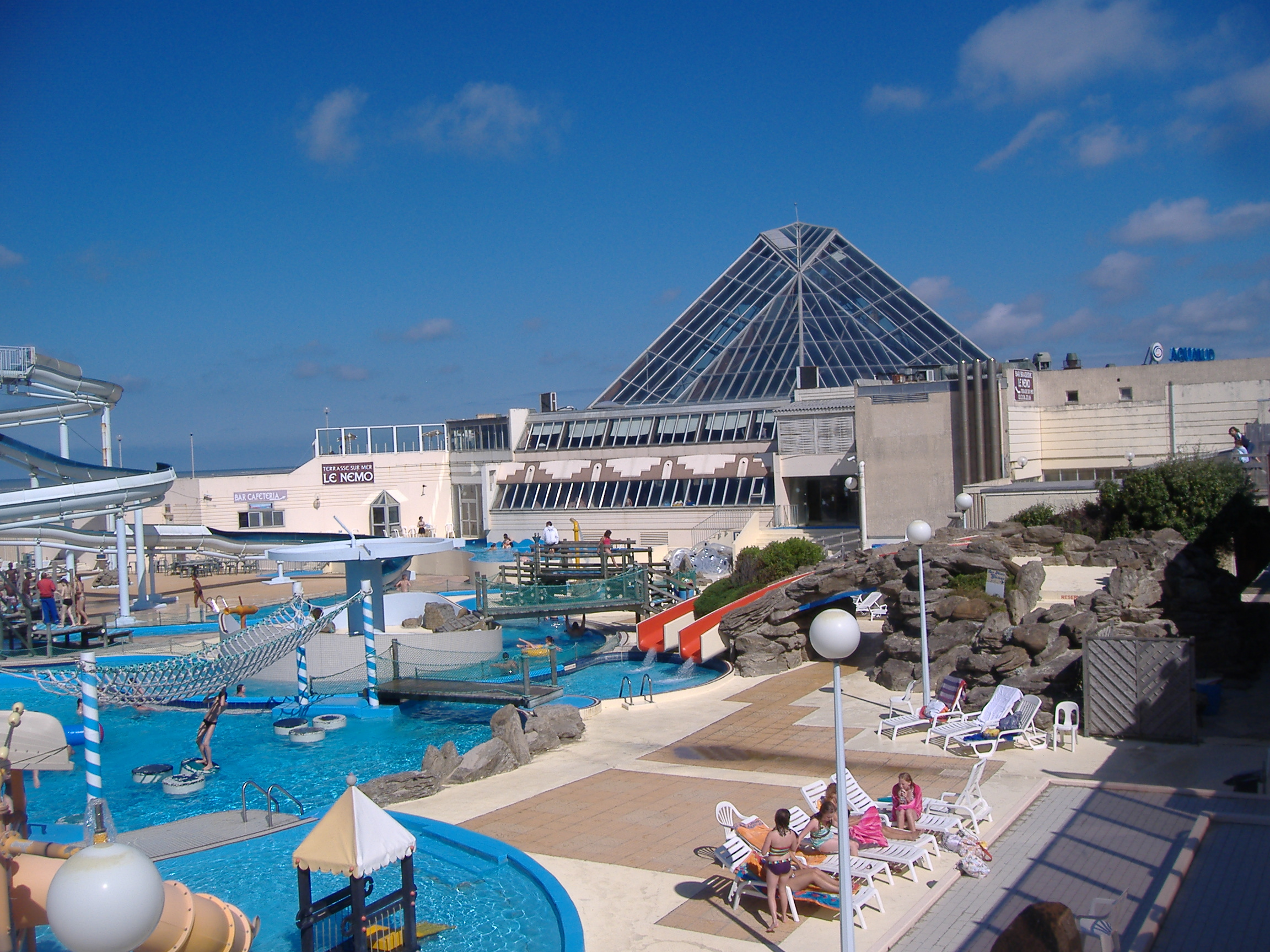
L'extérieur en 2008.
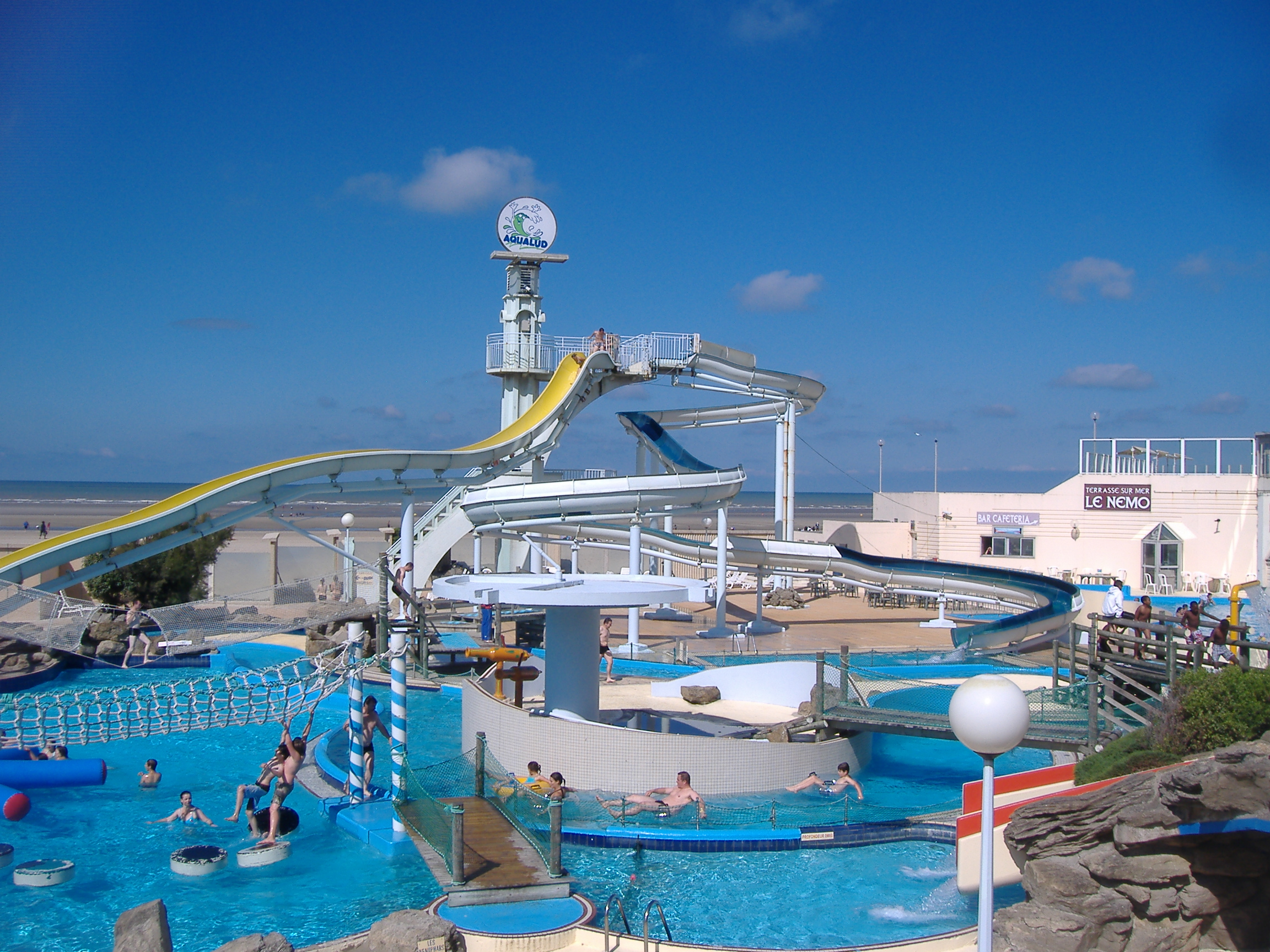
L'extérieur en 2008, on peut apercevoir le Kamikaze (toboggan jaune), le Splach (toboggan bleu et blanc) ainsi que l’Aqua-River au premier plan et les Nénuphars à gauche.
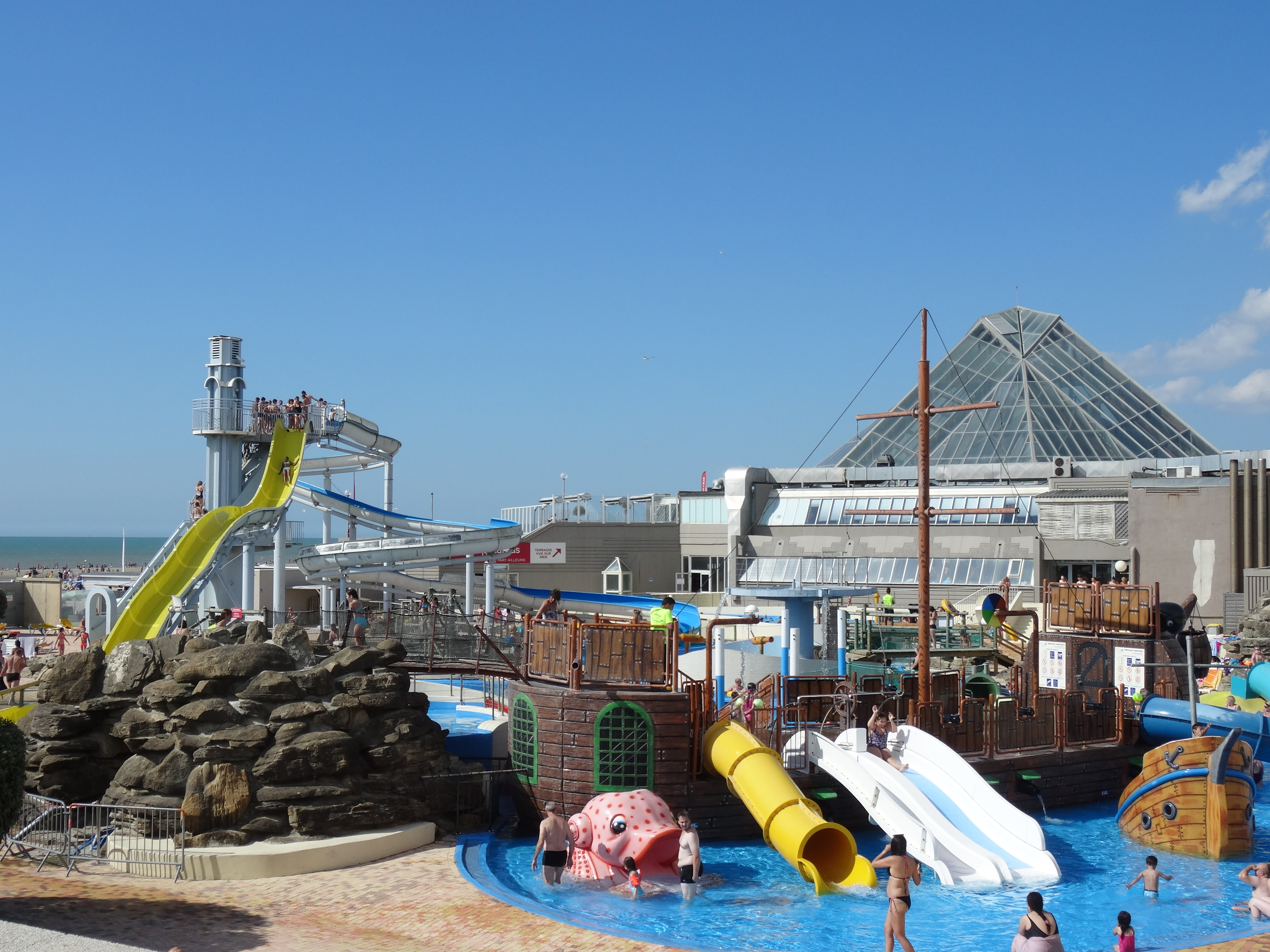
L'extérieur en 2015, après réorganisation.
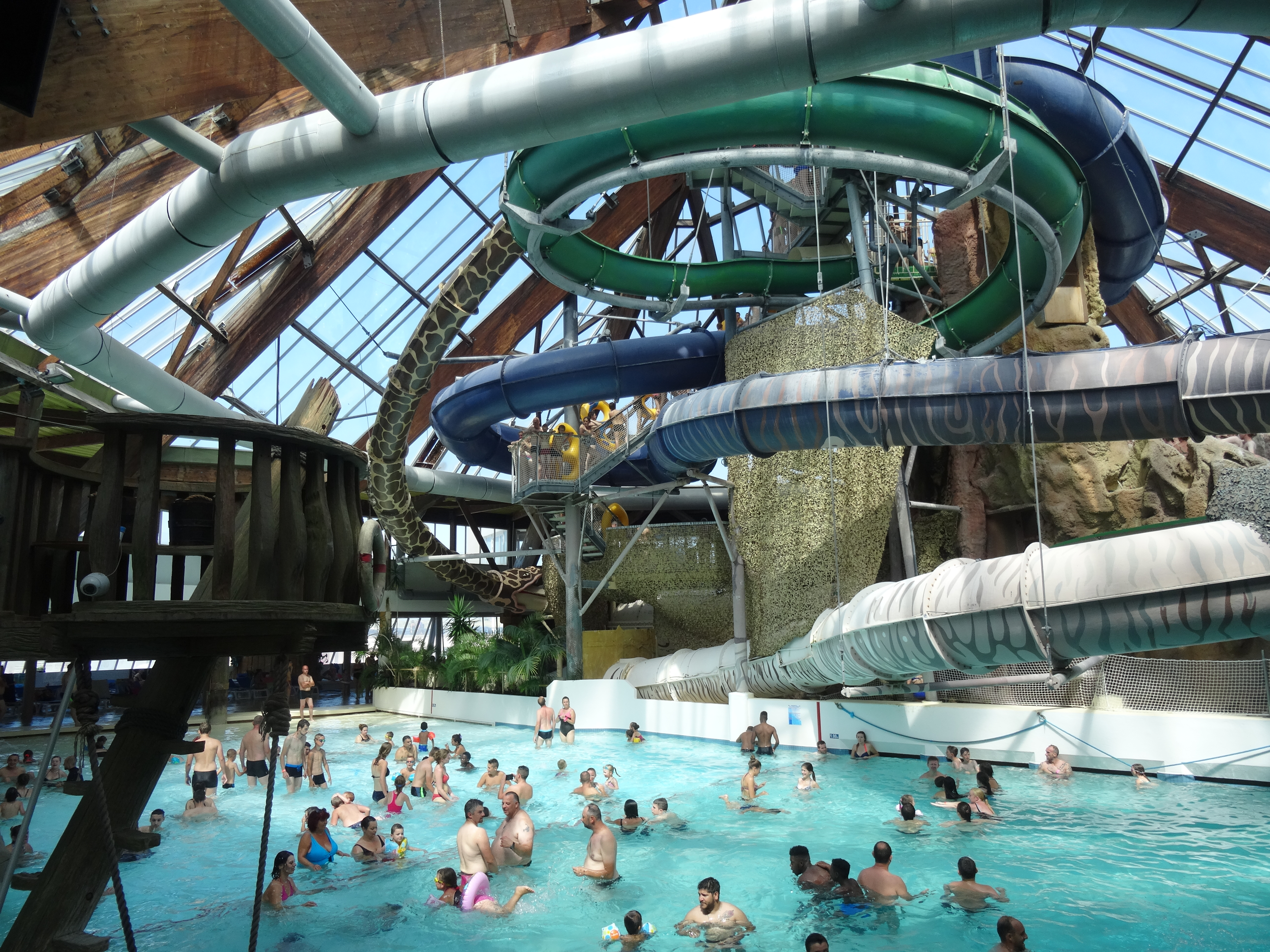
Aqualud, partie intérieure, Grand Canyon (vert), Twister (couleur jaguar) et Black Hole, (bleu et zébré)
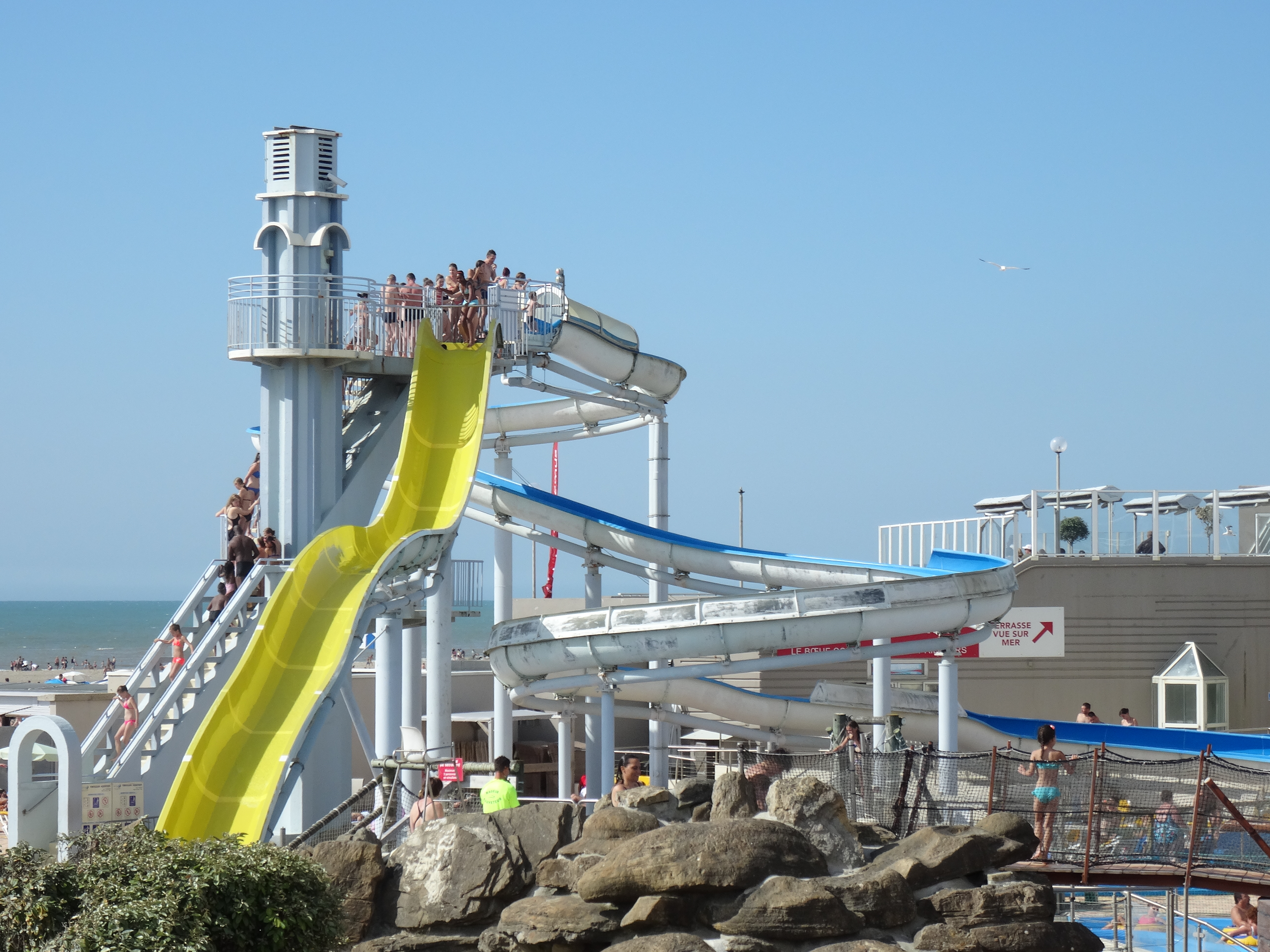
L'extérieur en 2015.
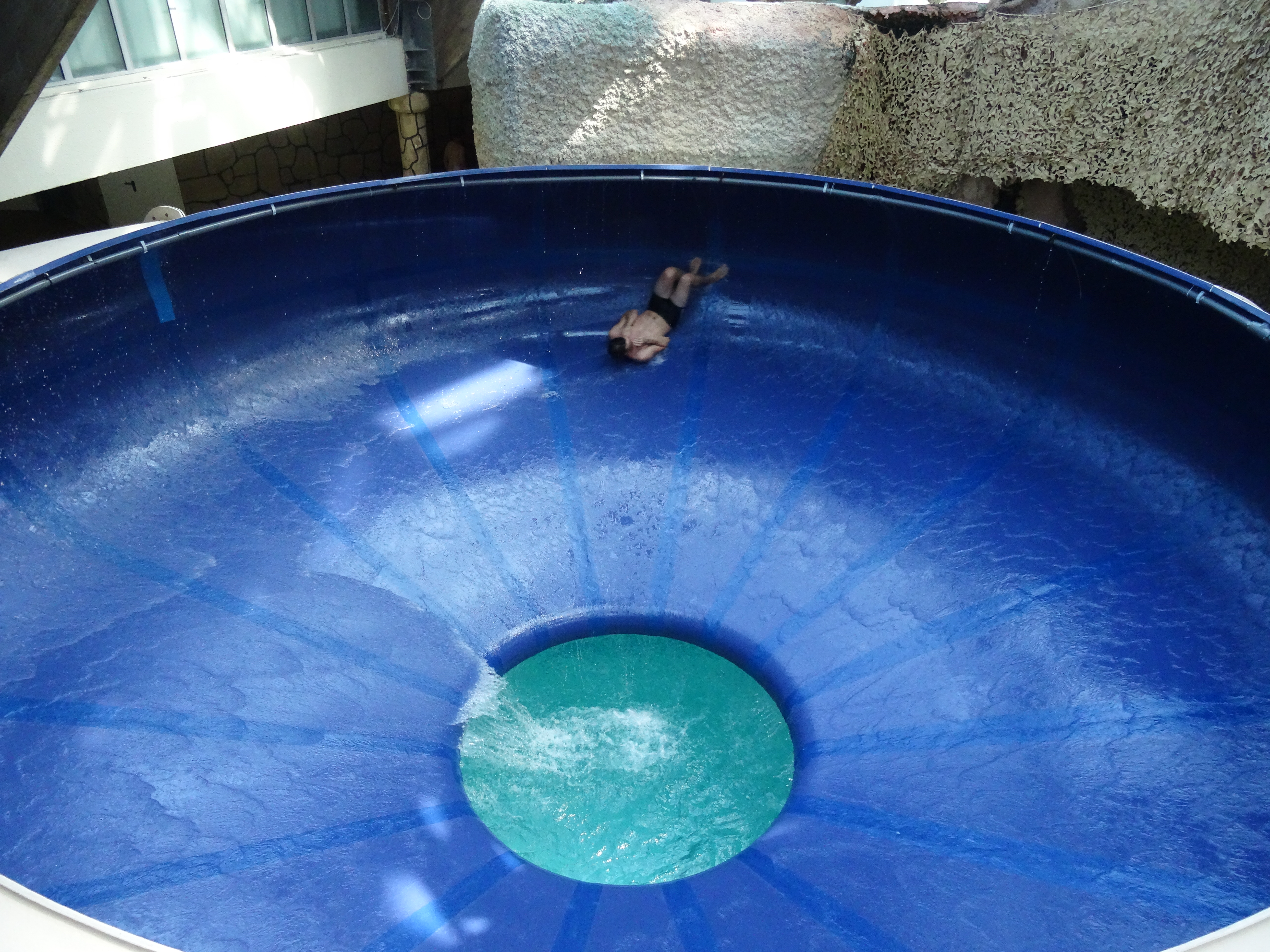
Le Twister.
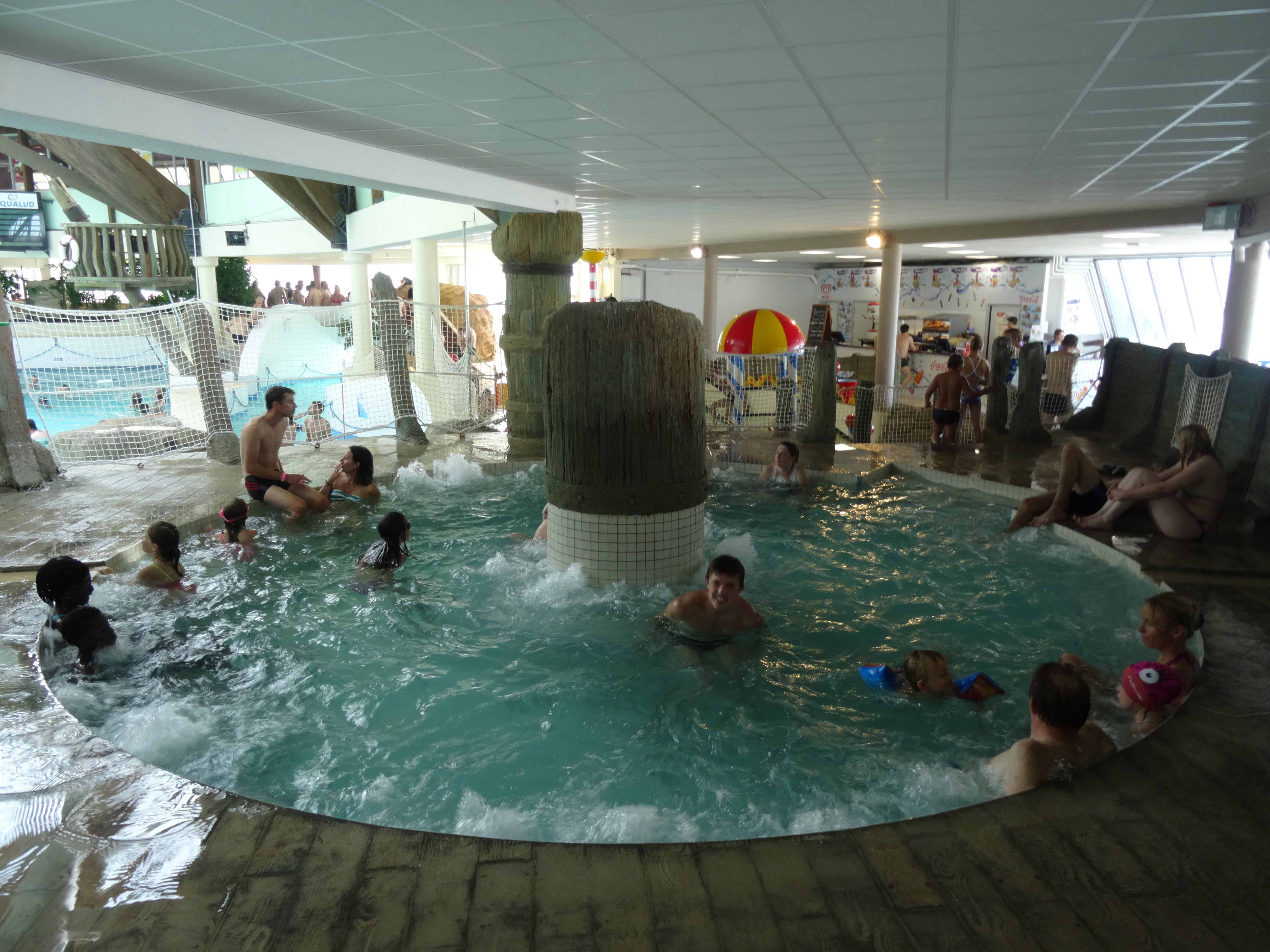
Le Spa du galion.
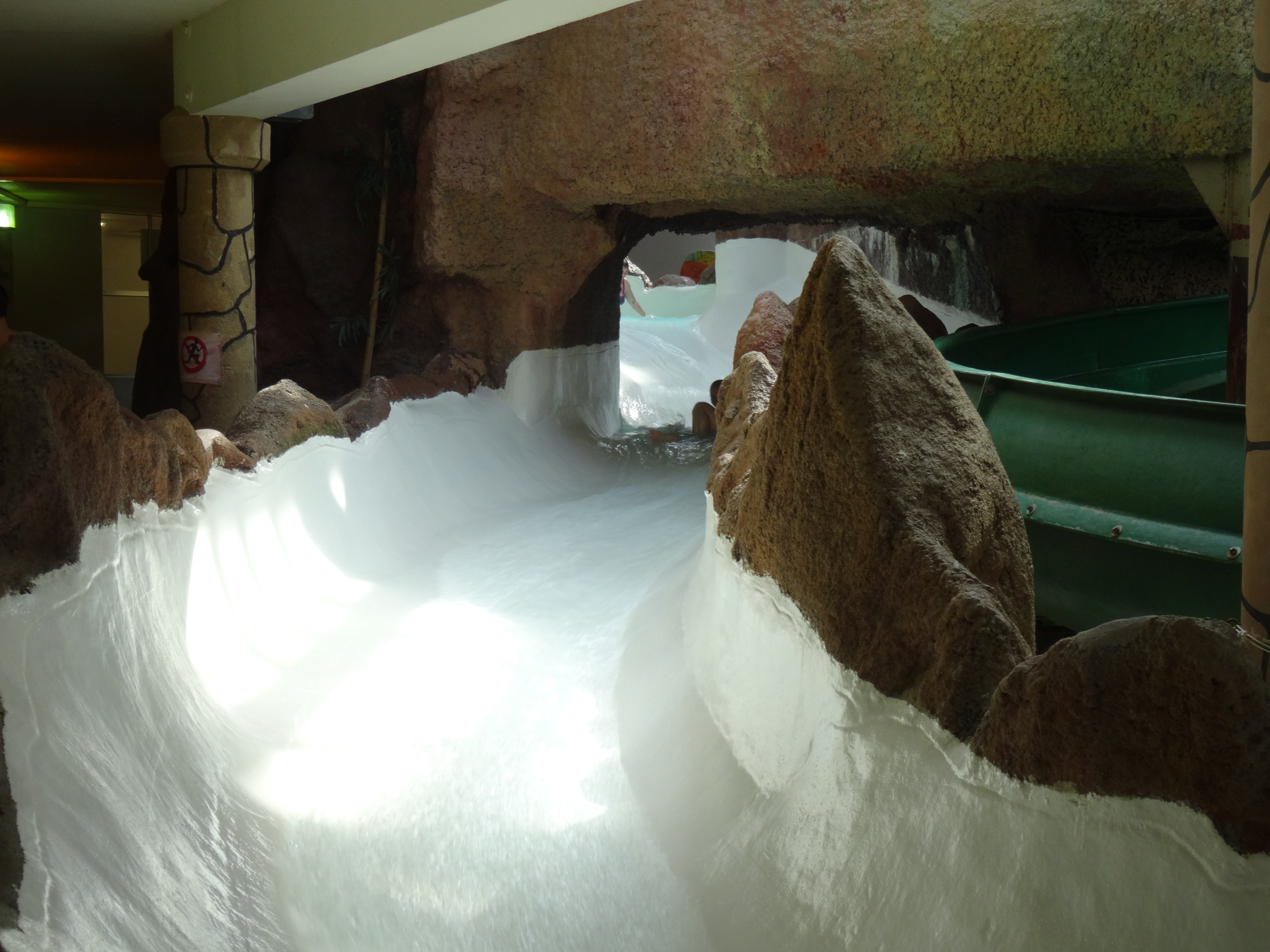
Magic river
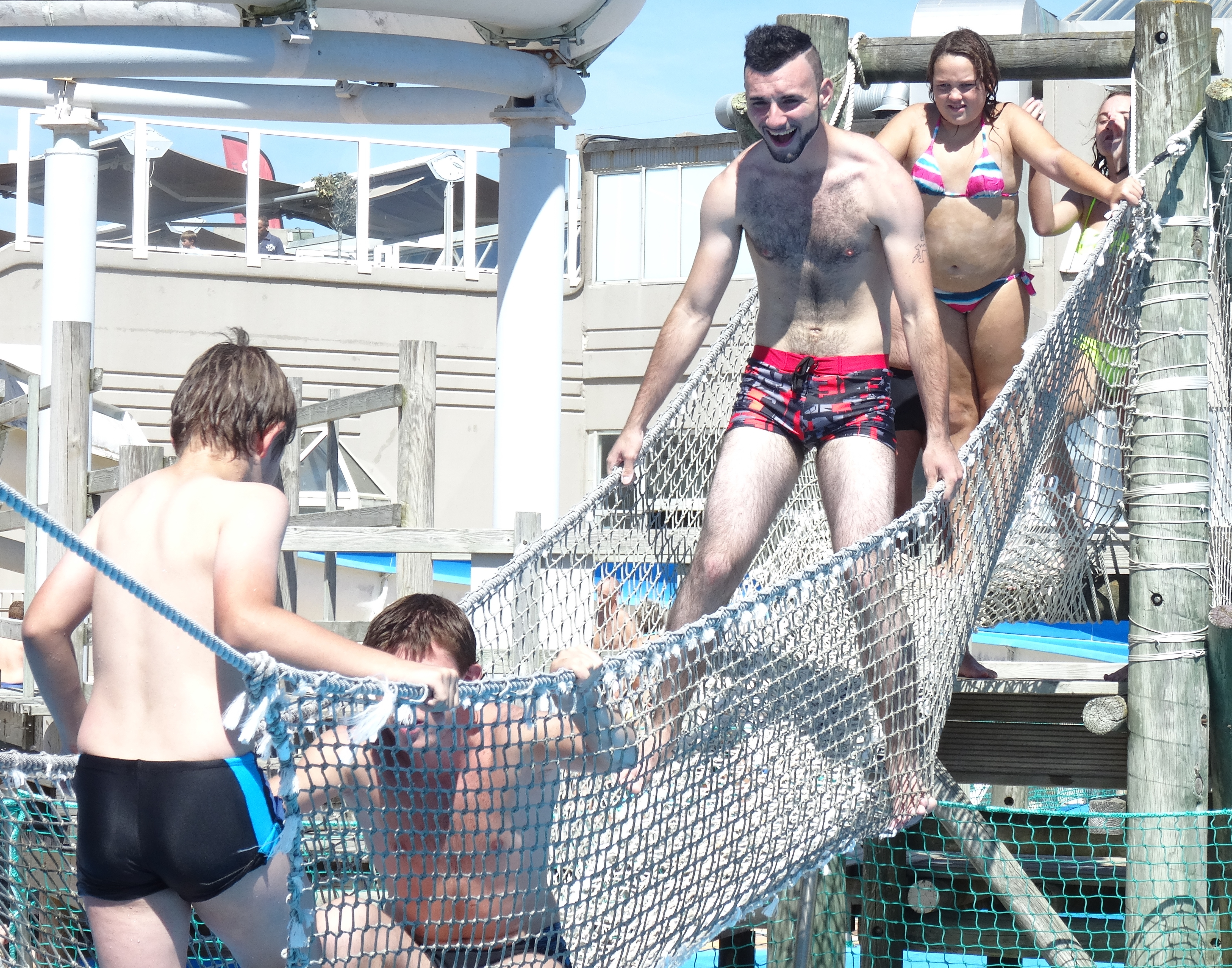
Le pont de singe.

## Fréquentation
Fréquentation annuelle 

160 000 (2001)
200 000 (2006)
130 000 (2014)